# الین اس. ادواردز
الین اس. ادواردز (به انگلیسی: Elaine S. Edwards) سناتور سابق عضو حزب دموکرات ایالات متحده آمریکا بود. وی در سال ۱۹۷۲ میلادی سناتور ایالت لوئیزیانا در سنای ایالات متحده آمریکا بود. وی در ۱۴ مه ۲۰۱۸ درگذشت.